# Vaiuga-csúcs
A Vaiuga-csúcs a Fogarasi-havasok főgerincének hegye. 450 méterre emelkedik délkeletre a Bilea-tó fölé. A Iezerul Caprei (2417 m), a Buteanu-csúcs (2507 m) és a Zerge-csúcs (2494 m) között fekszik. A Zerge-nyereg (2315 m) köti össze a Iezerul Caprei heggyel. A tetőn halad át Szeben megye és Argeș megye határa.
1977 áprilisában a hegy Bilea-tó felőli oldalán egy lavina 23 embert ölt meg.